# 권오훈 (1916년)
권오훈(1916년 10월 23일~2000년 9월 22일)은 대한민국의 정치인이다. 제6대 국회의원을 지냈다.

## 역대 선거 결과
|  | 44.09% |

|  | 23.52% |

|  | 13.95% |

|  | 22.07% |